# Løgmanssteypið
Løgmanssteypið är Färöarnas nationella cupturnering i herrfotboll. Den hade premiär 1955.

## Vinnare
| Säsong | Etta                          | Finalresultat                                         | Tvåa              | Spelplats                  |
| ------ | ----------------------------- | ----------------------------------------------------- | ----------------- | -------------------------- |
| 1955   | HB                            | 3–1                                                   | KÍ                | Gundadalur, Tórshavn       |
| 1956   | TB                            | 5–2                                                   | VB                | Gundadalur, Tórshavn       |
| 1957   | HB                            | 1–0                                                   | KÍ                | Gundadalur, Tórshavn       |
| 1958   | TB                            | 5–3                                                   | HB                | Sevmýri, Tvøroyri          |
| 1959   | HB                            | 1–0                                                   | B36               | Gundadalur, Tórshavn       |
| 1960   | TB                            | 3–0                                                   | HB                | Gundadalur, Tórshavn       |
| 1961   | TB                            | 2–0                                                   | B36               | Sevmýri, Tvøroyri          |
| 1962   | HB                            | 2–1 (förlängning)                                     | TB                | Gundadalur, Tórshavn       |
| 1963   | HB                            | 7–1                                                   | B36               | Gundadalur, Tórshavn       |
| 1964   | HB                            | 3–3 (förlängning)                                     | B36               | Sevmýri, Tvøroyri          |
| 1964   | HB                            | omspel: 4–3 (förlängning)                             | B36               | Gundadalur, Tórshavn       |
| 1965   | B36                           | 3–2                                                   | HB                | Gundadalur, Tórshavn       |
| 1966   | KÍ                            | 4–2                                                   | HB                | Sarpugerði, Norðragøta     |
| 1967   | KÍ                            | 6–2                                                   | B36               | Sarpugerði, Norðragøta     |
| 1968   | HB                            | 2–1                                                   | B36               | Gundadalur, Tórshavn       |
| 1969   | HB                            | 2–0                                                   | B36               | Gundadalur, Tórshavn       |
| 1970   | Finalen ej spelad             | Finalen ej spelad                                     | Finalen ej spelad | Finalen ej spelad          |
| 1971   | HB                            | 9–0                                                   | TB                | Gundadalur, Tórshavn       |
| 1972   | HB                            | 6–1                                                   | B36               | Gundadalur, Tórshavn       |
| 1973   | HB                            | 3–1                                                   | KÍ                | Gundadalur, Tórshavn       |
| 1974   | VB                            | 4–0                                                   | HB                | Á Eiðinum, Vágur           |
| 1974   | VB                            | 3–5                                                   | HB                | Gundadalur, Tórshavn       |
| 1974   | VB vinnare med 7–5 sammanlagt |                                                       |                   |                            |
| 1975   | HB                            | 5–2                                                   | ÍF                | Í Fløtugerði, Fuglafjørður |
| 1975   | HB                            | 2–2                                                   | ÍF                | Gundadalur, Tórshavn       |
| 1975   | HB vinnare med 7–4 sammanlagt |                                                       |                   |                            |
| 1976   | HB                            | 1–0                                                   | KÍ                | Við Djúpumýrar, Klaksvík   |
| 1976   | HB                            | 3–0                                                   | KÍ                | Gundadalur, Tórshavn       |
| 1976   | HB vinnare med 4–0 sammanlagt |                                                       |                   |                            |
| 1977   | TB                            | 1–3                                                   | VB                | Sevmýri, Tvøroyri          |
| 1977   | TB                            | 3–0                                                   | VB                | Á Eiðinum, Vágur           |
| 1977   | TB vinnare med 4–3 sammanlagt |                                                       |                   |                            |
| 1978   | HB                            | 1–2                                                   | TB                | Sevmýri, Tvøroyri          |
| 1978   | HB                            | 2–1                                                   | TB                | Gundadalur, Tórshavn       |
| 1978   | HB                            | Skiljematch: 3–1                                      | TB                | Inni í Dal, Sandur         |
| 1979   | HB                            | 5–0                                                   | KÍ                | Gundadalur, Tórshavn       |
| 1980   | HB                            | 2–0                                                   | NSÍ               | Gundadalur, Tórshavn       |
| 1981   | HB                            | 5–1                                                   | TB                |                            |
| 1982   | HB                            | 2–1                                                   | ÍF                | Gundadalur, Tórshavn       |
| 1983   | GÍ                            | 5–1                                                   | Royn              | Gundadalur, Tórshavn       |
| 1984   | HB                            | 2–0                                                   | GÍ                | Undir Mýruhjalla, Skála    |
| 1985   | GÍ                            | 4–2                                                   | NSÍ               | Í Fløtugerði, Fuglafjørður |
| 1986   | NSÍ                           | 2–1                                                   | LÍF               | Gundadalur, Tórshavn       |
| 1987   | HB                            | 2–2 (förlängning)                                     | ÍF                | Gundadalur, Tórshavn       |
| 1987   | HB                            | omspel: 3–0                                           | ÍF                | Gundadalur, Tórshavn       |
| 1988   | HB                            | 1–0                                                   | NSÍ               | Gundadalur, Tórshavn       |
| 1989   | HB                            | 1–1 (förlängning)                                     | B71               | Gundadalur, Tórshavn       |
| 1989   | HB                            | omspel: 2–0                                           | B71               | Gundadalur, Tórshavn       |
| 1990   | KÍ                            | 6–1                                                   | GÍ                | Gundadalur, Tórshavn       |
| 1991   | B36                           | 1–0                                                   | HB                | Gundadalur, Tórshavn       |
| 1992   | HB                            | 1–0                                                   | KÍ                | Gundadalur, Tórshavn       |
| 1993   | B71                           | 1–1 (förlängning)                                     | HB                | Gundadalur, Tórshavn       |
| 1993   | B71                           | omspel: 2–1                                           | HB                | Gundadalur, Tórshavn       |
| 1994   | KÍ                            | 2–1                                                   | B71               | Gundadalur, Tórshavn       |
| 1995   | HB                            | 3–1                                                   | B68               | Gundadalur, Tórshavn       |
| 1996   | GÍ                            | 2–2 (förlängning)                                     | HB                | Gundadalur, Tórshavn       |
| 1996   | GÍ                            | omspel: 5–3 (förlängning)                             | HB                | Gundadalur, Tórshavn       |
| 1997   | GÍ                            | 6–0                                                   | VB                | Gundadalur, Tórshavn       |
| 1998   | HB                            | 2–0                                                   | KÍ                | Gundadalur, Tórshavn       |
| 1999   | KÍ                            | 3–1                                                   | B36               | Gundadalur, Tórshavn       |
| 2000   | GÍ                            | 1–0                                                   | HB                | Tórsvøllur, Tórshavn       |
| 2001   | B36                           | 1–0                                                   | KÍ                | Tórsvøllur, Tórshavn       |
| 2002   | NSÍ                           | 2–1                                                   | HB                | Tórsvøllur, Tórshavn       |
| 2003   | B36                           | 3–1 (förlängning)                                     | GÍ                | Tórsvøllur, Tórshavn       |
| 2004   | HB                            | 3–1                                                   | NSÍ               | Tórsvøllur, Tórshavn       |
| 2005   | GÍ                            | 4–1                                                   | ÍF                | Tórsvøllur, Tórshavn       |
| 2006   | B36                           | 2–1                                                   | KÍ                | Gundadalur, Tórshavn       |
| 2007   | EB/Streymur                   | 4–3                                                   | HB                | Gundadalur, Tórshavn       |
| 2008   | EB/Streymur                   | 3–2                                                   | B36               | Gundadalur, Tórshavn       |
| 2009   | Víkingur                      | 3–2                                                   | EB/Streymur       | Gundadalur, Tórshavn       |
| 2010   | EB/Streymur                   | 1–0                                                   | ÍF                | Við Djúpumýrar, Klaksvík   |
| 2011   | EB/Streymur                   | 3–0                                                   | ÍF                | Við Djúpumýrar, Klaksvík   |
| 2012   | Víkingur                      | 3–3 (förlängning) 5–4 (straffar)                      | EB/Streymur       | Tórsvøllur, Tórshavn       |
| 2013   | Víkingur                      | 2–0                                                   | EB/Streymur       | Tórsvøllur, Tórshavn       |
| 2014   | Víkingur                      | 1–0                                                   | HB                | Tórsvøllur, Tórshavn       |
| 2015   | Víkingur                      | 3–0                                                   | NSÍ               | Tórsvøllur, Tórshavn       |
| 2016   | KÍ                            | 1–1 (förlängning) 5–3 (straffar)                      | Víkingur          | Tórsvøllur, Tórshavn       |
| 2017   | NSÍ                           | 1–0                                                   | B36               | Tórsvøllur, Tórshavn       |
| 2018   | B36                           | 2–2 (förlängning) 5–4 (straffar)                      | HB                | Tórsvøllur, Tórshavn       |
| 2019   | HB                            | 3–1                                                   | Víkingur Gøta     | Tórsvøllur, Tórshavn       |
| 2020   | HB                            | 2–0                                                   | Víkingur          | Tórsvøllur, Tórshavn       |
| 2021   | B36                           | 1–1 efter förlängning, 4–3 efter straffsparksläggning | NSÍ               | Tórsvøllur, Tórshavn       |
| 2022   | B36                           | 1–0                                                   | KÍ                | Tórsvøllur, Tórshavn       |
| 2023   | HB                            | 0–0 efter förlängning, 5–3 efter straffsparksläggning | B68               | Tórsvøllur, Tórshavn       |

### Fotnoter
1. ↑  ”Faroese future in safe hands” (på engelska). UEFA. 1 februari 2015. http://www.uefa.com/memberassociations/association=fro/news/newsid=945156.html. Läst 15 november 2015.
2. ↑  HB och KÍ hade gått till final, men KÍ vägrade spela matchen på HB:s hemmaplan i Tórshavn; förlorande semifinalisterna VB erbjöds en finalplats, men tackade nej; FSF beslutade då att avbryta turneringen (utan att tilldela HB slutsegern).